# Desni Dubrovčak
Desni Dubrovčak je naselje u sastavu općine Martinska Ves u Sisačko-moslavačkoj županiji.

## Zemljopis
Desni Dubrovčak nalazi se uzvodno, sjeverno, od Siska, u tkz. sisačkoj gornjoj Posavini na samoj granici sa Zagrebačkom županijom. 

## Stanovništvo
| broj stanovnika | 238   | 278   | 298   | 355   | 391   | 375   | 358   | 340   | 310   | 305   | 288   | 242   | 204   | 164   | 141   | 115   | 65    |
|                 | 1857. | 1869. | 1880. | 1890. | 1900. | 1910. | 1921. | 1931. | 1948. | 1953. | 1961. | 1971. | 1981. | 1991. | 2001. | 2011. | 2021. |

## Poznate osobe
- Radimir Čačić, porijeklom iz Dubrovčaka Desnog
- nadbiskup Juraj Posilović, porijeklom iz Dubrovčaka Desnog